# 이언 프로덕션스

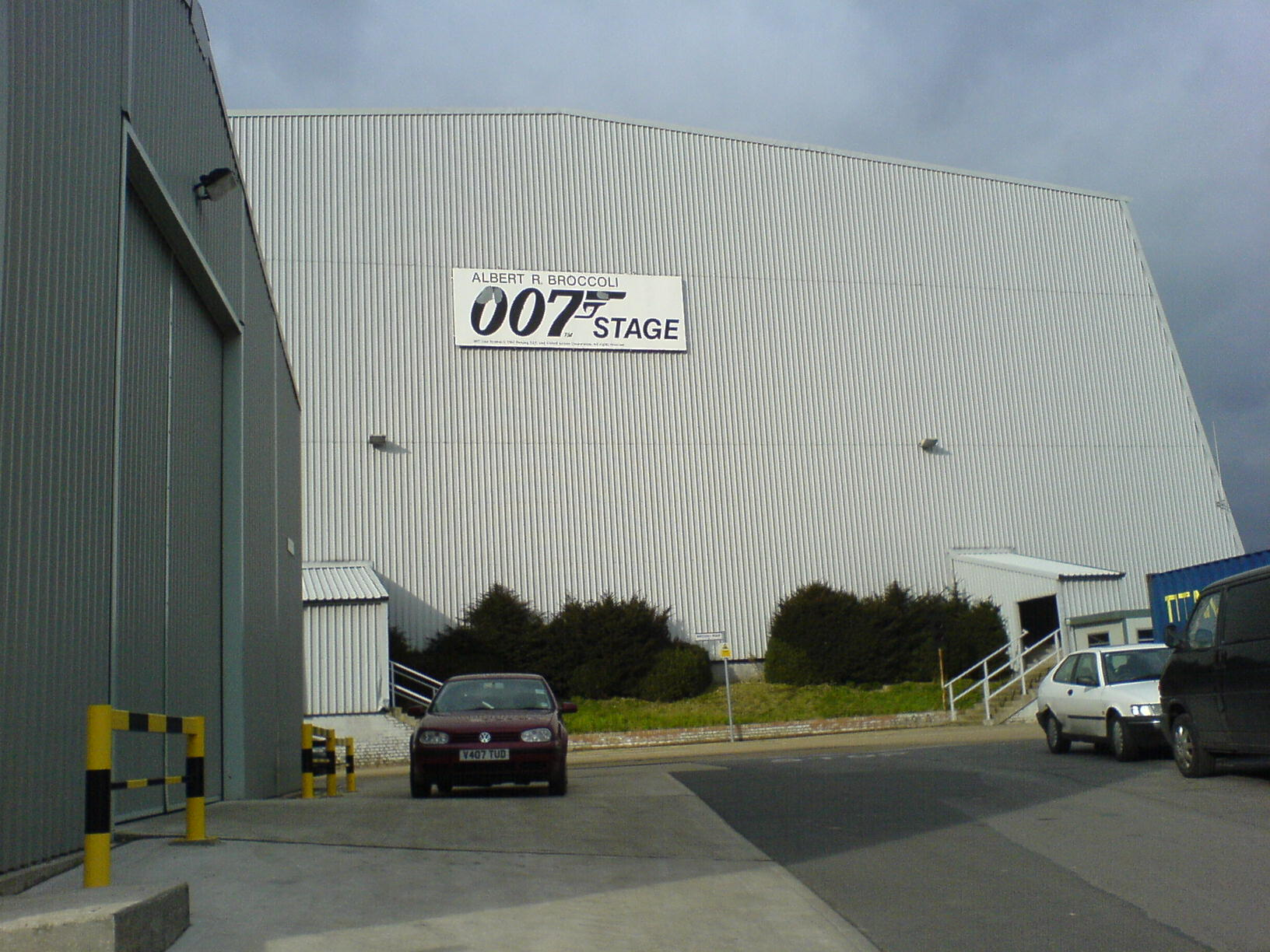

이언 프러덕션스(영어: Eon Productions)는 제임스 본드 영화 제작사이다. 영국에 본사를 두고 있다. 댄잭의 자회사로, 1962년에 앨버트 R. 브로콜리와 해리 솔츠먼에 의해 설립되었다.

## 본드 영화
- 007 살인번호
- 007 위기일발
- 007 골드핑거
- 007 썬더볼 작전
- 007 두 번 산다
- 007 여왕폐하 대작전
- 007 다이아몬드는 영원히
- 007 죽느냐 사느냐
- 007 황금총을 가진 사나이
- 007 나를 사랑한 스파이
- 007 문레이커
- 007 유어 아이스 온리
- 007 옥터퍼시
- 007 뷰 투 어 킬
- 007 리빙 데이라이트
- 007 살인면허
- 007 골든 아이
- 007 네버 다이
- 007 언리미티드
- 007 어나더데이
- 007 카지노 로얄 (2006년 영화)
- 007 퀀텀 오브 솔러스
- 007 스카이폴
- 007 스펙터
- 007 노 타임 투 다이

## 기타 영화
- 필름스타 인 리버풀
- 리듬 오브 리벤지